# Jaime Torres Bodet
Jaime Torres Bodet (ur. 17 kwietnia 1902 w Meksyku, zm. 13 maja 1974 tamże) – meksykański pisarz, poeta, polityk i dyplomata, dyrektor generalny UNESCO w latach 1948–1952.

## Życiorys
Urodził się w Meksyku. Studiował w Universidad Nacional Autónoma de México. Karierę zaczynał jako pisarz i poeta, a także sekretarz pisarza i redaktora José Vasconcelosa. Związany był z grupą literacką Los Contemporáneos. Przed wybuchem II wojny światowej pełnił szereg funkcji w meksykańskiej służbie dyplomatycznej w tym poselstwach w Madrycie, Paryżu, Buenos Aires, ponownie w Paryżu i w Belgii. W latach 1943–1946 piastował funkcję sekretarza (ministra) Edukacji Publicznej i był inicjatorem powołania Narodowego Instytutu Kształcenia Nauczycieli. W latach 1946–1951 piastował funkcję sekretarza (ministra) Spraw Zagranicznych i kierował między innymi meksykańską delegacją na konferencji założycielskiej UNESCO w 1946. W latach 1958–1964 ponownie był sekretarzem Edukacji Publicznej, inicjując w tym czasie narodową akcję walki z analfabetyzmem. W latach 1948–1952 był dyrektorem generalnym UNESCO.
Został uhonorowany między innymi Medalem Honoru Belisario Domíngueza. Był członkiem Meksykańskiej Akademii Języka (Academia de la Lengua Mexicana).
Zmarł śmiercią samobójczą w 1974.